# Matspjälkning
Matspjälkning (även digestion, samt matsmältning som i fysikalisk mening är något missvisande men likväl en språkligt sett fullt korrekt beteckning) är nedbrytningen av föda till former som kan tas upp av organismen. Hos däggdjur består detta nedbrytande av mat till mindre komponenter, som kan tas upp i blodet. Nedbrytningen är huvudfunktionen i organsystemet matspjälkningssystemet (matsmältningssystemet, digestionssystemet) som ofta används synonymt med mag- och tarmkanalen som utgör dess största del.
Maldigestion innebär nedsatt matspjälkning i tunntarmen, oftast på grund av brist på vissa enzymer från bukspottkörteln eller efter magoperationer.

## Matspjälkning hos människan

Människans matspjälkningssystem

Maten sönderdelas av tänderna i munnen, varigenom saliv utsöndras som bland annat innehåller enzymet amylas. Amylas katalyserar hydrolys, vilket är en reaktion som orsakar att polymeren stärkelse bryts ner till enklare beståndsdelar - ogliosackarider. Den tuggade maten förs sedan via svalget, matstrupen (esofagus) och övre magmunnen till magsäcken.
Saltsyra och pepsinogen utsöndras ur körtlar från magsäcksslemhinnan. Den utsöndrade saltsyran har en rad funktioner; dels aktiverar den sura miljön pepsinogen till det aktiva enzymet pepsin och dels denaturerar syran proteiner, som gör dem mottagliga för sönderdelning vilket görs av pepsin. Syran avdödar även många bakterier som är känsliga för sura miljöer. Syran har dock en fjärde funktion, nämligen aktivering av olika typer av proteolytiska enzymer som utsöndras i inaktiv form, men aktiveras av det låga pH som råder i magsäcken.
Nedre magmunnen (pylorussfinktern) portionerar maten till tolvfingertarmen (duodenum), tunntarmens första del. Galla flödar ut i tolvfingertarmen via gallgången från gallblåsan. Denna för med sig enzymer, gallsalter och bilirubin för vidare sönderdelning av födan (gallsalter sönderdelar större fettdroppar till mindre droppar varefter lipas spjälkar fetterna). I gallgången mynnar även gången från den exokrina bukspottkörteln (pancreas) ut; bukspottkörteln utsöndrar "bukspott", som består av dels buffrande bikarbonat och dels en rad enzymer, bland annat amylas, trypsinogen, kymotrypsinogen och lipas. Denna blandning av enzymer, galla och bikarbonat har ett pH-värde på ungefär 8,8.
De spjälkade molekylerna, samt återvunnen galla, tas upp i tarmvilli till blod- och lymfkärl varifrån de transporteras via portvenen till levern och vidare till vävnader och celler. Levern ser till att koncentrationen av näringsämnen i blodet, främst glukos, håller sig på en konstant nivå. Skulle glukosnivån bli för låg skulle cellerna lämna ifrån sig glukosen till blodet via membrankanaler, istället för att få den. Därför är glukosnivån i blodet från levern alltid väldigt nära 0,1 %, oavsett hur mycket näring som kommer till levern från portvenen.
Ospjälkade rester av födan transporteras till tjocktarmen där vattnet upptas. Den fasta avföringen (ospjälkade fibrer, döda epitelceller och tjocktarmsbakterier) stöts ut ur kroppen via analöppningen.